# Asterias forbesi
Asterias forbesi es una especie de equinodermo asteroideo de la familia Asteriidae. Es una estrella de mar que habita las aguas someras del litoral del Atlántico y del Caribe.